# Носкова, Луиза Николаевна
Луи́за Никола́евна Носко́ва (Черепанова) (7 июля 1968, Лабытнанги, Ямало-Ненецкий АО) — бывшая советская и российская биатлонистка, олимпийская чемпионка в эстафете 4х7,5 км 1994 года, чемпионка мира в командной гонке на 7,5 км, заслуженный мастер спорта России по биатлону (1994).

## Биография
Воспитанница Хамита Ахатова. Директор Областной спортивной школы олимпийского резерва по лыжным гонкам и биатлону имени Луизы Николаевны Носковой.

## Награды
- Орден Дружбы народов (22 апреля 1994 года) — за высокие спортивные достижения на XVII зимних Олимпийских играх 1994 года[3].
- Заслуженный мастер спорта России по биатлону (1994).